# White Prayer
«White Prayer» — девятый сингл японской рок-группы Alice Nine, вышедший 6 июня 2007 года. Сингл был выпущен в двух изданиях: обычное и ограниченное. Ограниченное издание состоит из двух песен: «White Prayer» и «Stray Cat», а также DVD с клипом на песню «White Prayer». Обычное издание не включает в себя DVD, но имеет бонус-трек — «The Last Empire». «White Prayer» — один из четырёх синглов, вошедших во второй альбом под названием Alpha, который был выпущен 28 ноября 2007 года

## Позиция в чарте
Сингл достиг #11 позиции в недельном чарте Oricon, и занял #12 позицию в общем зачёте.

## Список композиций
Первая версия (CD и DVD)
1. «White Prayer» — 4:01
2. «Stray Cat» (ストレイキャット) — 3:59

- «White Prayer» клип[4]

Вторая версия (только CD)
1. «White Prayer» — 4:01
2. «Stray Cat» (ストレイキャット) — 3:59
3. «The Last Empire» — 4:03

## Клип
В первых кадрах клипа показывается, как участники группы спускаются по лестнице, где они исполняют песню. Несколько сцен показывают попарно участников группы, которые находятся в стеклянном контейнере и выглядывают наружу. Они видят машину времени, которая показывает, как они спускаются по лестнице с начала клипа, и в самом конце видны слова «WHITE PRAYER» за стеной.